# Simeon
Simeon är ett mansnamn med hebreiskt ursprung (שִׁמְעוֹן, bibliska Šimʿon). På grekiska stavas det Συμεών; därav den latiniserade stavningen Symeon. Schimeon är en variant av Simeon.

## Personer med namnet Simeon
- Simeon I, kung av Bulgarien 893–927.
- Simeon II, kung av Bulgarien 1943–1946
- Simeon av Jerusalem, biskop av Jerusalem (död 107)
- Simeon av Moskva, storfurste av Moskva 1340–1353
- Simeon ben Zemah Duran, spansk rabbi (1361–1444)
- Siméon Denis Poisson, fransk matematiker (1781–1840)
- Simeon Olaosebikan Adebo, nigeriansk politiker (1913–1994)
- Simeon ten Holt, nederländsk kompositör

### Personer med namnet Symeon
- Symeon, biblisk person i Lukasevangeliet
- Symeon den nye teologen, grekisk teolog och helgon (949–1022)
- Symeon Metafrastes, bysantinsk hagiograf (möjligen identisk med Symeon Logothetes)
- Symeon styliten, pelarhelgon (död 459)